# Shire of Dumbleyung
Shire of Dumbleyung is een Local Government Area (LGA) in de regio Wheatbelt in West-Australië. Shire of Dumbleyung telde 681 inwoners in 2021. De hoofdplaats is Dumbleyung.

## Geschiedenis
Het Dumbleyung Road District werd op 1 oktober 1901 opgericht.  Ten gevolge van de Local Government Act van 1960 veranderde het district op 23 juni 1961 van naam en werd de Shire of Dumbleyung.

## Beschrijving
Shire of Dumbleyung is een landbouwdistrict in de regio Wheatbelt in West-Australië. Het is ongeveer 2.500 km² groot en telde 681 inwoners in 2021.

## Plaatsen, dorpen en lokaliteiten
- Dumbleyung
- Dongolocking
- Kukerin
- Merilup
- Moulyinning
- Nippering
- Tarin Rock

## Bevolkingsaantal
| Jaar | Bevolkingsaantal |
| ---- | ---------------- |
| 1911 | 929              |
| 1921 | 1.689            |
| 1933 | 1.610            |
| 1947 | 1.246            |
| 1954 | 1.493            |
| 1961 | 1.444            |
| 1966 | 1.458            |
| 1971 | 1.221            |
| 1976 | 1.038            |
| 1981 | 1.009            |
| 1986 | 1.021            |
| 1991 | 856              |
| 1996 | 834              |
| 2001 | 701              |
| 2006 | 632              |
| 2016 | 671              |
| 2021 | 681              |